# Sanan Siugirow
Sanan Wiaczesławowicz Siugirow, ros. Санан Вячеславович Сюгиров (ur. 31 stycznia 1993 w Eliście) – rosyjski szachista, arcymistrz od 2009 roku. Od sierpnia 2023 oficjalnie reprezentuje Węgry.

## Kariera szachowa
Znaczące sukcesy szachowe zaczął osiągać już jako nastolatek, tytuł arcymistrza otrzymując w wieku niespełna 16 lat. Wielokrotnie reprezentował Rosję na mistrzostwach świata i Europy juniorów, zdobywając 10 medali:
- 5 złotych (Kallithea 2003 – MŚ do 10 lat, Ürgüp 2004 – ME do 12 lat, Herceg Novi 2005 – ME do 12 lat, Kemer 2007 – MŚ do 14 lat, Szybenik 2007 – ME do 14 lat),
- 4 srebrne (Peñiscola 2002 – ME do 10 lat, Budva 2003 – ME do 10 lat, Belfort 2005 – MŚ do 12 lat, Chotowa 2010 – MŚ do 20 lat),
- brązowy (Heraklion 2002 – MŚ do 10 lat).

W 2011 r. zdobył w Warszawie tytuł wicemistrza Europy w szachach szybkich.
Normy arcymistrzowskie wypełnił w latach 2007 (I m. w Charkowie) i 2008 (I m. w turnieju First Saturday FSGM 05 w Budapeszcie oraz w półfinale mistrzostw Rosji, rozegranym w Nowokuźniecku). Do innych jego indywidualnych sukcesów należą m.in.:
- dz. I m. w Eliście (2005, wspólnie z Georgijem Piławowem),
- dz. I m. w Ługańsku (2006, wspólnie z Giennadijem Kuźminem),
- I m. w Eliście (2006, turniej open),
- I m. w Petersburgu (2008, mistrzostwa Rosji juniorów do 20 lat),
- dz. II m. w Moskwie (2011, za Borisem Graczowem, wspólnie z Siarhiejem Żyhałką)[5],
- dz. I  m. w Samarze (2014, memoriał Lwa Poługajewskiego, wspólnie z Aleksiejem Goganowem)[6],
- I m. w Katowicach (2014, akademickie mistrzostwa świata – złoty medal)[7].

Najwyższy ranking w dotychczasowej karierze osiągnął 1 kwietnia 2022 r., z wynikiem 2696 punktów zajmował wówczas 39. miejsce na światowej liście FIDE, jednocześnie zajmując 7. miejsce wśród rosyjskich szachistów.
Trenerami Sanana Siugirowa byli m.in. Jurij Jakowicz i Andrij Zontach.